# Ceratopogon dsungaricus
Ceratopogon dsungaricus är en tvåvingeart som beskrevs av Remm 1980. Ceratopogon dsungaricus ingår i släktet Ceratopogon och familjen svidknott.
Artens utbredningsområde är Kazakstan. Inga underarter finns listade i Catalogue of Life.